# Споменик на Мишару код Шапца
Споменик на Мишару код Шапца, посвећен вожду Карађорђу и јунацима Мишарске битке из 1806. године. Представља непокретно културно добро као знаменито место.

## Изглед споменика
У селу Мишару код Шапца, поред пута Шабац – Београд, налази се обележје је у облику обелиска смештено на вишеслојном каменом постаменту. Основа је правоугаона 1,20 са 1,20 метара а висина правоугаоног дела обелиска износи 2,11 м. Правоугаони део споменика наставља се са кружним профила 0,50 м. Споменик је дакле висок 5,61m не рачунајући висину постамента од 0,72m. Споменик на Мишару подигнут је поводом стогодишњице битке 1906. године. О томе сведочи посвета исписана великим лепим ћириличким словима обојеним жутом бојом. До шабачко-београдског пута она гласи: “Карађорђу и мишарским јунацима 1806 – 1906.” На остале три стране она гласи: “О стогодишњици мишарске битке”, “Дриносавско коло јахача Кнез Михаило” и са северне стране: “ У име захвалног потомства”.

## Историја
Споменик на Мишару откривен је у суботу 8. септембра 1906. године. Свечаности поводом откривања започете су опелом мишарским јунацима које је извршио Епископ шабачко-ваљевски Господин Сергије уз саслужење 14 свештеника. Опелу је присуствовао бројан народ на челу са Његовим Краљевским Височанством престолонаследником Ђорђем. С обзиром да је посвета једини сачувани извор о споменику и његовој градњи приморани смо да закључимо, да је ово скромно, једноставно, а врло лепо обележје подигнуто старањем Дриносавског кола јахача „Кнез Михаило”, а уприличено је поводом прославе стогодишњице најблиставије победе српског оружја у доба Карађорђевог устанка. Споменик је урађен у каменорезачкој радионици Љубомира Матића из Шапца поводом стогодишњице битке на Мишару. Потпис аутора налази се на дну постаметнта.
У мишарској бици дошла је изражаја даровитост и искуство устаничких команданата и јунаштво простих ратника, који су успели да нанесу ненадокнадиве губитке босанској турској војсци уништивши цвет њеног исламског племства.